# Tratado de Pamplona
El tratado de Pamplona, o de Saint-Denis, firmado en mayo de 1365 en Pamplona, por Carlos II de Navarra, y en junio de 1365 en París, por Carlos V de Francia, establecía que el intercambio del condado de Longueville y las villas y castellanías de Mantes y Meulan por la baronía de Montpellier en el Languedoc.
Con la tregua lograda mediante el Tratado de Aviñón negociado por el papa preveía una suspensión de la guerra para el 6 de marzo de 1365. Le siguió un tratado firmado en Saint-Denis ese mismo día.

## Contexto histórico
Carlos V, que sentía como amenaza las posesiones que Carlos II tenía en la cuenca del Sena buscaba con el intercambio de tierras sacarle de la zona y evitar con ello la comunicación directa con los Estados normandos de su adversario. Pero el tratado había establecido el principio de estimaciones contradictorias de las tierras intercambiadas, y la aplicación de este punto se retrasó mucho. Cuatro años después, todavía no parecía resuelto.
Carlos II de Navarra, que se encontraba en el reino de Navarra, ratificó el tratado en Pamplona en mayo de 1365. Se pidió muy explícitamente Carlos II de Navarra que devolviera las ciudades de Mantes y Meulan y que restaurara el señorío de Longueville a Bertrand Du Guesclin. A cambio, Carlos V de Francia ofreció al rey de Navarra parte de la baronía de Montpellier. Los partidarios de cada bando obtuvieron la amnistía, a excepción de Robert Le Coq. En cuanto a Jean de Grailly, fue puesto en libertad a cambio de un rescate.
Respecto a la cuestión de la sucesión del Ducado de Borgoña, que estuvo en el origen de las hostilidades entre Francia y Navarra, correspondía al papa Urbano VI pronunciarse sobre el futuro del Ducado de Borgoña.